# Alonzo Mourning
Alonzo Harding Mourning, Jr. (Chesapeake, Virginia, 8 de febrero de 1970) es un exbaloncestista estadounidense, que disputó 15 temporadas en la NBA. Con 2,08 metros de estatura, jugaba en la posición de pívot, y era conocido por el sobrenombre de "Zo". En 2002 sufrió una enfermedad renal, viéndose forzado a recibir un trasplante de riñón donado por su primo, pese a ello, volvió a jugar al año siguiente, llegando a ganar el anillo de la NBA en 2006. Desde 2009 ocupa el cargo de vicepresidente de desarrollo y programas de jugadores de los Miami Heat.

## Carrera

### Universidad
Jugó durante cuatro temporadas en la Universidad de Georgetown, durante las cuales promedió 16,7 puntos, 8,6 rebotes y 3,6 tapones por partido. Lideró la lista de los mejores taponadores en su segundo año, y en el último fue elegido All American, uno de los mejores jugadores de la NCAA.

### NBA
Fue elegido con el número 2 del Draft de la NBA de 1992 por la recién creada franquicia de los Charlotte Hornets, siendo uno de los componentes del mejor quinteto de rookies de ese año, con unos promedios de 21 puntos, 10,3 rebotes y 3,5 tapones, que no le bastaron para ser el Rookie del año ya que Shaquille O'Neal consiguió unos números aún más espectaculares. Jugó durante 3 temporadas en Charlotte, la última junto a otro de los grandes, Larry Johnson, y juntos llevaron a su franquicia a un récord de 50 victorias en la fase regular.
Un roce precisamente con Johnson hizo que fuera traspasado a los Miami Heat. Durante ese periodo, con Pat Riley en el banquillo, consiguió ser nombrado en 2 ocasiones Mejor Defensor del Año. En el año 2000 fue elegido para jugar en los Juegos Olímpicos de Sídney 2000 con la selección de Estados Unidos, consiguiendo la medalla de oro. En la temporada 2000-2001 le fue diagnosticada una grave afección renal, lo cual hizo que se perdiera muchos partidos durante la misma, pero que no le impidió disputar el All-Star Game de 2002. Se perdió una temporada entera a causa de su enfermedad.
Volvió como agente libre en 2003, y tras 7 temporadas en Florida, firmó un contrato con los New Jersey Nets, pero apenas comenzada la temporada, se retiró de las canchas, al tener que sufrir un trasplante de riñón, perdiéndose casi toda la temporada. 
Fue traspasado a los Toronto Raptors, pero rehusó jugar en Canadá, comprando su libertad, y firmando de nuevo con Miami Heat, donde conquistó el anillo en 2006. 
Una lesión de rodilla en diciembre de 2007 le hizo terminar antes de tiempo en la que había decidido que fuera su última temporada. 

### Retirada
Tras un largo periodo como agente libre, el 22 de enero de 2009 Mourning anunció su retirada en una rueda de prensa, diciendo:

"At 38 I feel like I've physically done all I can for this game."
"A los 38 años siento que he hecho físicamente todo lo que he podido por este juego".

Un mes después, los Miami Heat anunciaron la retirada de su dorsal #33, siendo el primer jugador de los Heat en tener este honor. La ceremonia de retirada se realizó el 30 de marzo de 2009.
En junio de 2009, anunció su regreso a la franquicia como vicepresidente de desarrollo de jugadores.
El 7 de abril de 2014, se hizo oficial su inclusión en el Naismith Memorial Basketball Hall of Fame, realizada el 8 de agosto.
El 26 de marzo de 2019, se hizo oficial su inclusión en el FIBA Hall of Fame, realizada el 30 de agosto.

## Estadísticas de su carrera en la NBA
|  | Líder de la liga                                   |
|  | Denota temporadas en las que fue Campeón de la NBA |

### Temporada regular
| Año      | Equipo     | PJ  | PT  | MPP  | %TC  | %3P  | %TL  | RPP  | APP | ROB | TPP | PPP  |
| -------- | ---------- | --- | --- | ---- | ---- | ---- | ---- | ---- | --- | --- | --- | ---- |
| 1992-93  | Charlotte  | 78  | 78  | 33.9 | .511 | .000 | .781 | 10.3 | 1.0 | .3  | 3.5 | 21.0 |
| 1993-94  | Charlotte  | 60  | 59  | 33.6 | .505 | .000 | .762 | 10.2 | 1.4 | .4  | 3.1 | 21.5 |
| 1994-95  | Charlotte  | 77  | 77  | 38.2 | .519 | .324 | .761 | 9.9  | 1.4 | .6  | 2.9 | 21.3 |
| 1995-96  | Miami      | 70  | 70  | 38.2 | .523 | .300 | .685 | 10.4 | 2.3 | 1.0 | 2.7 | 23.2 |
| 1996-97  | Miami      | 66  | 65  | 35.2 | .534 | .111 | .642 | 9.9  | 1.6 | .9  | 2.9 | 19.9 |
| 1997-98  | Miami      | 58  | 56  | 33.4 | .551 | .000 | .665 | 9.6  | .9  | .7  | 2.2 | 19.2 |
| 1998-99  | Miami      | 46  | 46  | 38.1 | .511 | .000 | .652 | 11.0 | 1.6 | .7  | 3.9 | 20.1 |
| 1999-00  | Miami      | 79  | 78  | 34.8 | .551 | .000 | .711 | 9.5  | 1.6 | .5  | 3.7 | 21.7 |
| 2000-01  | Miami      | 13  | 3   | 23.5 | .518 | .000 | .564 | 7.8  | .9  | .3  | 2.4 | 13.6 |
| 2001-02  | Miami      | 75  | 74  | 32.7 | .516 | .333 | .657 | 8.4  | 1.2 | .4  | 2.5 | 15.7 |
| 2003-04  | New Jersey | 12  | 0   | 17.9 | .465 | .000 | .882 | 2.3  | .7  | .2  | .5  | 8.0  |
| 2004-05  | New Jersey | 18  | 14  | 25.4 | .453 | .000 | .593 | 7.1  | .8  | .3  | 2.3 | 10.4 |
| 2004-05  | Miami      | 19  | 3   | 12.9 | .516 | .000 | .564 | 3.7  | .2  | .2  | 1.7 | 5.0  |
| 2005-06  | Miami      | 65  | 20  | 20.0 | .597 | .000 | .594 | 5.5  | .2  | .2  | 2.7 | 7.8  |
| 2006-07  | Miami      | 77  | 43  | 20.4 | .560 | .000 | .601 | 4.5  | .2  | .2  | 2.3 | 8.6  |
| 2007-08  | Miami      | 25  | 0   | 15.6 | .547 | .000 | .592 | 3.7  | .3  | .2  | 1.7 | 6.0  |
| Total    | Total      | 838 | 686 | 31.0 | .527 | .247 | .692 | 8.5  | 1.1 | .5  | 2.8 | 17.1 |
| All-Star | All-Star   | 4   | 1   | 18.8 | .545 | .000 | .667 | 4.8  | 1.0 | .8  | 2.0 | 10.0 |

### Playoffs
| Año   | Equipo    | PJ | PT | MPP  | %TC  | %3P  | %TL  | RPP  | APP | ROB | TPP | PPP  |
| ----- | --------- | -- | -- | ---- | ---- | ---- | ---- | ---- | --- | --- | --- | ---- |
| 1993  | Charlotte | 9  | 9  | 40.8 | .480 | .000 | .774 | 9.9  | 1.4 | .7  | 3.4 | 23.8 |
| 1995  | Charlotte | 4  | 4  | 43.5 | .421 | .500 | .837 | 13.3 | 2.8 | .8  | 3.3 | 22.0 |
| 1996  | Miami     | 3  | 3  | 30.7 | .486 | .000 | .714 | 6.0  | 1.3 | .7  | 1.0 | 18.0 |
| 1997  | Miami     | 17 | 17 | 37.1 | .491 | .375 | .555 | 10.2 | 1.1 | .6  | 2.7 | 17.8 |
| 1998  | Miami     | 4  | 4  | 34.5 | .518 | .000 | .655 | 8.5  | 1.3 | .8  | 2.5 | 19.3 |
| 1999  | Miami     | 5  | 5  | 38.8 | .521 | .000 | .653 | 8.2  | .8  | 1.6 | 2.8 | 21.6 |
| 2000  | Miami     | 10 | 10 | 37.6 | .484 | .000 | .667 | 10.0 | 1.4 | .2  | 3.3 | 21.6 |
| 2001  | Miami     | 3  | 3  | 30.3 | .480 | .000 | .579 | 5.3  | 1.0 | .0  | 1.7 | 11.7 |
| 2005  | Miami     | 15 | 2  | 16.9 | .705 | .000 | .558 | 4.8  | .3  | .3  | 2.2 | 6.1  |
| 2006  | Miami     | 21 | 0  | 10.8 | .703 | .000 | .667 | 2.9  | .1  | .2  | 1.1 | 3.8  |
| 2007  | Miami     | 4  | 0  | 13.8 | .909 | .000 | .385 | 2.0  | .3  | .0  | .8  | 6.3  |
| Total | Total     | 95 | 57 | 27.3 | .512 | .368 | .649 | 7.0  | .9  | .5  | 2.3 | 13.6 |

## Logros y reconocimientos
- Campeón de la NBA en 2006.
- Elegido en el mejor quinteto de la liga en 1999.
- Elegido en dos ocasiones como mejor jugador defensivo de la liga (1999 y 2000).
- 7 veces All Star (1994–1997, 2000–2002).
- 2 veces líder en tapones de la liga (1999 y 2000, con 3.91 y 3.70 por partido respectivamente).
- Elegido en el mejor quinteto de rookies en 1993.
- Medalla de oro en los Juegos Olímpicos de Sídney 2000.
- La Escuela Secundaria Alonzo y Tracy Mourning en North Miami, Florida fue nombrada en honor a Mourning y su esposa, en 2009.[11]
- Su dorsal número #33, ha sido retirado por los Miami Heat en su honor.[5]
- Miembro del Hall of Fame (clase del 2014).[8]
- Miembro del FIBA Hall of Fame (clase del 2019).[10]